# Paralia Panteleimonos

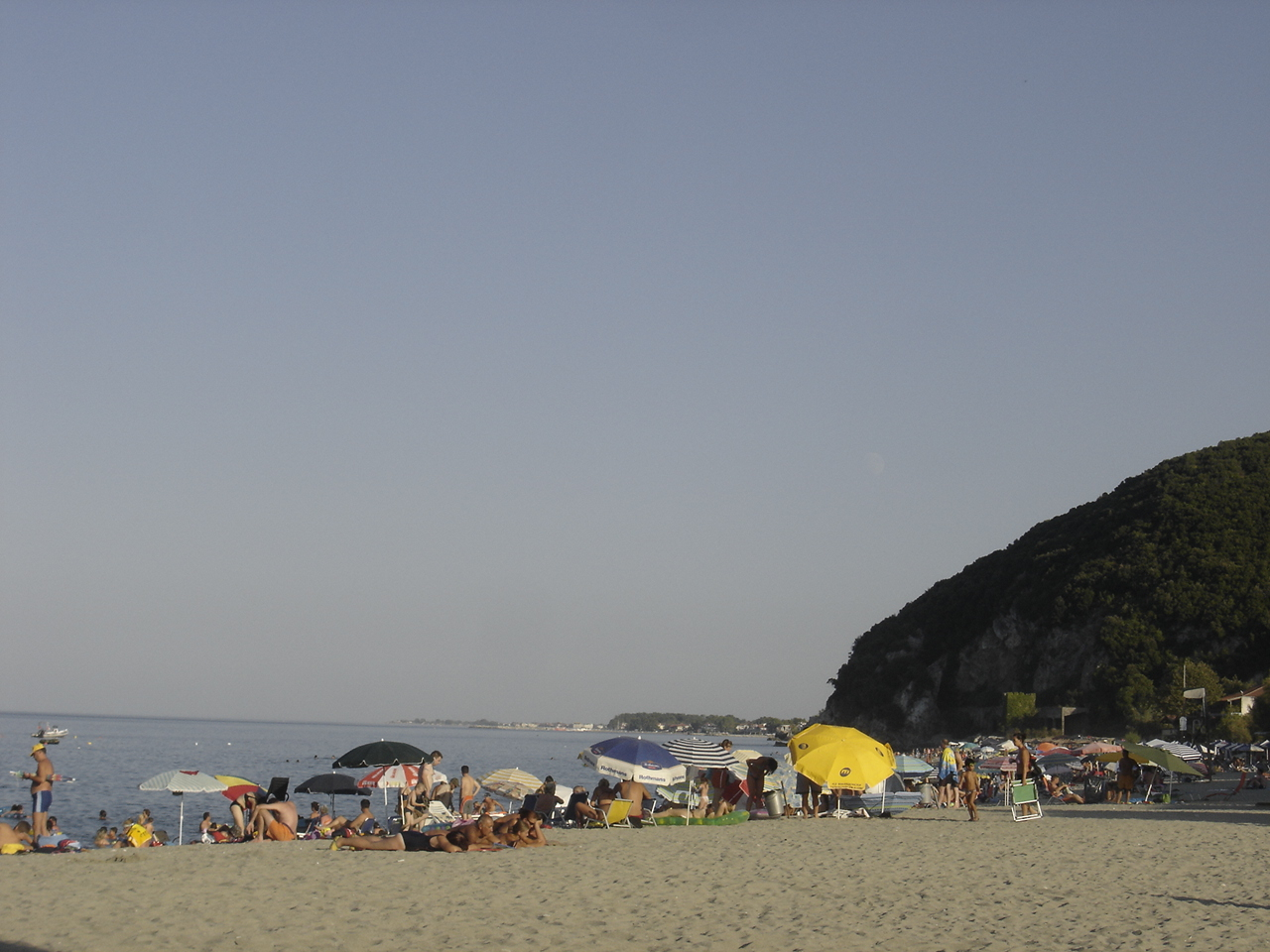
A praia de Panteleimon.

Paralia Panteleimonos ( em grego:  Παραλία Παντελεήμονος   ) é um assentamento do antigo distrito municipal de Panteleimonas, o antigo município de Olimpo Oriental, que pertence ao município de Dio-Olimpo, e é uma das 16 costas totais da unidade regional . 
Fica cerca de 36 km de Katerini, 56 km de Larissa e está a sudeste do município. De acordo com as recentes escavações arqueológicas na área durante a construção do túnel ferroviário sob o castelo, foram descobertas a antiga cidade grega de Ηράκλεια (Heracleia). 
Existe uma residência de veraneio dos habitantes de Neos Panteleimonas e uma estância turística, que fica lotada de turistas durante o período de maio a junho. Está localizado logo abaixo do castelo de Platamon, e por esta razão às vezes é chamado de "Κάστρο", Kastro (Castelo). A praia costeira fica a 3 km. Todos os anos é premiada com a Bandeira Azul da União Europeia, pela pureza das águas e pelo litoral arenoso.